# Caserta (província)
A província de Caserta é uma província italiana da região de Campania com cerca de 853 009 habitantes, densidade de 323 hab/km². Está dividida em 104 comunas, sendo a capital Caserta.
Faz fronteira a norte com o Molise (província de Iśernia e província de Campobasso), a noroeste com o Lácio (província de Latina e província de Frosinone), a este com província de Benevento, a sul com província de Nápoles e a sudoeste com o Mar Tirreno.